# 오쿠나촌 (에히메현 기타군)
오쿠나촌(奥南村)은 에히메현 기타군에 설치된 촌이다. 